# Euryopis gertschi
Euryopis gertschi är en spindelart som beskrevs av Levi 1951. Euryopis gertschi ingår i släktet Euryopis och familjen klotspindlar. Inga underarter finns listade i Catalogue of Life.